# Давід Морейра
Даві́д Міге́л Маде́йра Море́йра (порт. David Miguel Madeira Moreira; нар. 18 квітня 2004) — кабовердійський і португальський футболіст, захисник клубу «Спортінг» і збірної Кабо-Верде.

## Клубна кар'єра
Вихованець академії лісабонського «Спортінга», до якої приєднався 2011 року. 7 липня 2021 року підписав з клубом свій перший професіональний контракт. 20 червня 2023 року продовжив контракт зі «Спортінгом».
Влітку 2024 року переведений до резервної команди клубу. 15 грудня 2024 року дебютував за «Спортінг Б» у матчі Терсейра-ліги проти клубу «Академіка» (Коїмбра). За підсумками сезону 2024-25 разом з резервною командою здобув підвищення до Сегунда-ліги.
6 травня 2025 року продовжив контракт з клубом до літа 2029 року. 25 травня 2025 року дебютував в основному складі «Спортінга» у фінальному матчі Кубка Португалії проти «Бенфіки», вийшовши на заміну Максіміліано Араухо. 19 червня 2025 року продовжив контракт з клубом до 2028 року.

## Кар'єра в збірній
У березні 2025 року вперше викликаний до збірної Кабо-Верде головним тренером Бубіштою для участі в матчах відбіркового турніру до чемпіонату світу 2026 проти збірних Маврикію та Анголи. 29 травня 2025 року в товариському поєдинку з Малайзією дебютував за збірну Кабо-Верде, вийшовши в стартовому складі.

## Статистика виступів

### Клубна статистика
Станом на 10 травня 2025
| Клуб              | Сезон             | Чемпіонат         | Чемпіонат | Чемпіонат | Кубок | Кубок | Кубок ліги | Кубок ліги | Єврокубки | Єврокубки | Інші  | Інші | Всього | Всього | Всього |
| Клуб              | Сезон             | Дивізіон          | Матчі     | Голи      | Матчі | Голи  | Матчі      | Голи       | Матчі     | Голи      | Матчі | Голи | Матчі  | Голи   |        |
| ----------------- | ----------------- | ----------------- | --------- | --------- | ----- | ----- | ---------- | ---------- | --------- | --------- | ----- | ---- | ------ | ------ | ------ |
| Спортінг Б        | 2024–25           | Терсейра-ліга     | 19        | 0         | —     | —     | —          | —          | —         | —         | —     | —    | 19     | 0      |        |
| Спортінг          | 2024–25           | Прімейра-ліга     | 0         | 0         | 1     | 0     | 0          | 0          | 0         | 0         | —     | —    | 1      | 0      |        |
| Всього за кар'єру | Всього за кар'єру | Всього за кар'єру | 19        | 0         | 1     | 0     | 0          | 0          | 0         | 0         | 0     | 0    | 20     | 0      |        |

### Міжнародна статистика
Станом на 29 травня 2025 
| Збірна            | Сезон             | Товариські | Товариські | Офіційні | Офіційні | Всього | Всього |
| Збірна            | Сезон             | Матчі      | Голи       | Матчі    | Голи     | Матчі  | Голи   |
| ----------------- | ----------------- | ---------- | ---------- | -------- | -------- | ------ | ------ |
| Кабо-Верде        |                   |            |            |          |          |        |        |
| 2025              | 1                 | 0          | 0          | 0        | 1        | 0      |        |
| Всього за кар'єру | Всього за кар'єру | 1          | 0          | 0        | 0        | 1      | 0      |

### Матчі за збірну
Станом на 29 травня 2025 
| Матчі Давіда Морейри за збірну Кабо-Верде | Матчі Давіда Морейри за збірну Кабо-Верде | Матчі Давіда Морейри за збірну Кабо-Верде | Матчі Давіда Морейри за збірну Кабо-Верде | Матчі Давіда Морейри за збірну Кабо-Верде | Матчі Давіда Морейри за збірну Кабо-Верде | Матчі Давіда Морейри за збірну Кабо-Верде | Матчі Давіда Морейри за збірну Кабо-Верде |
| №                                         | Дата                                      | Суперник                                  | Рахунок                                   | Голи                                      | Картки                                    | Хвилини                                   | Змагання                                  |
| ----------------------------------------- | ----------------------------------------- | ----------------------------------------- | ----------------------------------------- | ----------------------------------------- | ----------------------------------------- | ----------------------------------------- | ----------------------------------------- |
| 1                                         | 29 травня 2025                            | Малайзія                                  | 1–1                                       |                                           |                                           | 85'                                       | Товариський матч                          |

Всього: 1 матчі / 0 голів; 0 перемог, 1 нічия, 0 поразок.

## Досягнення
«Спортінг»
- Володар Кубка Португалії: 2024–25[16]